# ایتالا (برند)
ایتالا (انگلیسی: Iittala) یک برند طراحی فنلاندی است که در سال ۱۸۸۱ میلادی به عنوان یک کارخانهٔ کارهای شیشه‌ای تأسیس شد و متخصص در طراحی اشیاء، ظروف غذاخوری و ظروف پخت‌و‌پز است. لوگوی رسمی ایتالا توسط تیمو سارپانوا در سال ۱۹۵۶ میلادی طراحی شد.
ایتالا دارای ریشه‌های طراحی قوی در ظروف شیشه‌ای و شیشه‌های هنری است که می‌توان آن را مثلاً در طرح‌های اولیۀ لیوان‌های آینو آلتو که توسط آینو آلتو در سال ۱۹۳۲ میلادی طراحی شد؛ گلدان ساوویِ اثر آلوار آلتو (گلدان آلتو) از ۱۹۳۶ میلادی؛ پرندگان توسط تویکا از مجموعۀ پرندگان شیشه‌ای اثر اویوا تویکا که از سال ۱۹۶۲ میلادی ساخته شده‌ است، مجموعۀ ظروف شیشه‌ای او کاسته‌هلمی از ۱۹۶۴ میلادی و شیشه‌‌های تاپیو اثر تاپیو ویرککالا از سال ۱۹۵۲ میلادی و اولتیما توله از سال ۱۹۶۸ میلادی، مشاهده کرد.
با گذشت زمان، ایتالا از شیشه به مواد دیگری مانند سرامیک‌ها و فلز گسترش یافته‌ است و در عین حال با فلسفۀ اصلی طراحی پیشرفته و زیبا و جاودانۀ خود، مانند ظروف غذاخوری سرامیکی تیما اثر کای فرانک در سال ۱۹۵۲ میلادی و قابلمۀ چدنی سارپانوا اثر تیمو سارپانوا، از سال ۱۹۶۰ میلادی، حفظ شده‌ است.
ایتالا بر طراحی جاودانه تمرکز دارد که نه تنها در آثار قدیمی‌تر بلکه در کلاسیک‌های مدرن  مانند تولز (ابزار) آشپزی طراحی شده توسط بیورن دالستروم در سال ۱۹۹۸ میلادی؛ شمعدان‌های کیوی اثر هیکی اورولا از ۱۹۸۸ میلادی؛ ظروف سرامیکی اوریگو اثر آلفردو هابرلی طراحی شده در سال ۱۹۹۹ میلادی و لیوان‌های اسنس از سال ۲۰۰۱ میلادی؛ ویترینی اثر آنو پنتینن محصول سال ۲۰۱۰ میلادی و ظروف پذیرایی ساریاتون با استفاده از سرامیک، شیشه، چوب و پارچه به عنوان مواد، توسط هری کوسکینن، آلکسی کوئوکا، موسوتا و سامویی در سال ۲۰۱۲ میلادی طراحی شده‌ است، دیده می‌شود.
محصولات ایتالا در چین، ویتنام، تایلند و رومانی ساخته می‌شوند. برخی از ظروف شیشه‌ای هنوز در فنلاند ساخته می‌شوند.